# Contea di Boyd (Kentucky)
La contea di Boyd (in inglese Boyd County) è una contea dello Stato del Kentucky, negli Stati Uniti. La popolazione al censimento del 2000 era di 49 752 abitanti. Il capoluogo di contea è Catlettsburg e la città più popolosa è Ashland.